# 格里利鎮區 (北達科他州麥克亨利縣)
格里利鎮區（英語：Grilley Township）是位於美國北達科他州麥克亨利縣的一個鎮區。

## 地方資料
格里利鎮區的面積為93.31平方千米，當中陸地面積為93.05平方千米，而水域面積為0.25平方千米。根據2020年美國人口普查的數據，當地共有人口36人，而人口密度為每平方千米0.39人。